# ハリー・ブレアリー

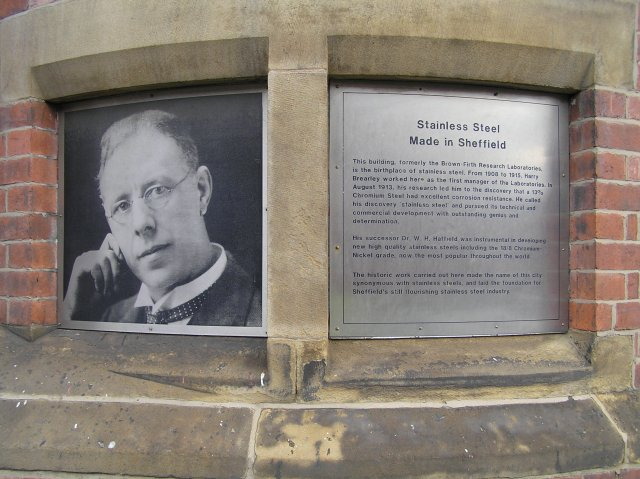
Brown Firth Research Laboratoriesのあった場所にたつブレアリーの記念碑

ハリー・ブレアリー（Harry Brearley [ˈbrɪərli]、1871年2月18日 – 1948年7月14日）とは、ステンレス鋼の発明者である。
イギリス帝国シェフィールドに生まれた。12歳から製鋼所で働き始め、化学実験室の助手になった。数年化学実験室で働きながら、夜学で製鋼技術や化学分析の方法を学んだ。30歳になるころには、優秀な技術者としての評価を得て、2つの製鋼会社が共同出資したブラウン・ファース研究所での研究の指揮をまかされた。
第一次世界大戦前夜、兵器の磨耗対策が求められる中、ブレアリーは鋼の炭素とクロムの添加量を変えて、鉄の耐磨耗性を向上させる合金鋼の研究を行った。
炭素量0.2%程度でクロム6-15%の間の合金鋼の研究中に、組織観察のためのエッチングをしようとして、クロム鋼が対薬品性を持っていることを発見した。1913年8月にブレアリーは、0.24wt% C-12.8wt% Crのステンレス鋼を開発した。
1920年、ブレアリーは鉄鋼協会からベッサマー・ゴールド・メダルを受賞した。1915年に特許の権利に関して合意できなかったため、ブレアリーはブラウン・ファース研究所をやめるが、W. H. ハットフィールドらによって研究は続けられ、Niを加えた18wt% Cr-8wt% Niのステンレス鋼が1920年代に開発された。